# Cartellà
Cartellà es una entidad de población española del municipio de Sant Gregori, perteneciente a la provincia de Gerona, en la comunidad autónoma de Cataluña.

## Historia
Hacia mediados del siglo XIX, el lugar, por entonces con ayuntamiento propio, tenía contabilizada una población de 82 habitantes. La localidad aparece descrita en el quinto volumen del Diccionario geográfico-estadístico-histórico de España y sus posesiones de Ultramar de Pascual Madoz de la siguiente manera:

CARTELLA: l. con ayunt. en la prov., part. jud. y dióc. de Gerona (1 1/2 leg.) aud. terr. c g. de Barcelona. sit. en terreno llano con buena ventilacion y clima saludable. Tiene sobre 30 casas y 1 ígl. parr. cuyo curato es de ingreso. El térm. confina con Montcalp, Tayala, San Pons de Fontajan, Dumenis y Ginestar. El terreno es de mediana calidad, y le cruzan varios caminos locales. prod.: trigo, legumbres, vino y aceite. pobl.; 25 vec., 82 alm. cap. prod.: 2.724,800. imp. 68,120.
(Madoz, 1846, pp. 600-601)

En 2022, la entidad singular de población de Biert, perteneciente al municipio de Sant Gregori, contaba con una población de 159 habitantes empadronados.